# Густов Володимир Юрійович
Володи́мир Ю́рійович Густов (народився 15 лютого 1977 року в Києві, Україна) — професійний велогонщик, в даний час виступає за команду UCI ProTeam Tinkoff. Розпочав свою професійну кар'єру в 2000 році в Італії в команді Fassa Bortolo. Вихованець ДЮСШ-15 (Київ) та Броварського вищого училища фізичної культури, де тренувався під керівництвом заслужених тренерів України Миколи Розуменка та Валерія Абаджі.
Перед участю в 2002 р. в Tour de Romandie, Густов була протестований на рівень гематокриту, який у нього виявився вищим п'ятдесяти відсотків. Це вказує на проблеми зі здоров'ям або про використання допінгу, вживання якого було припинено за п'ятнадцяти днів до взяття проби. В середині травня Фасса Бортоло оголосив, що спортсмен має пройти повторні проби. Після лабораторних випробувань в акредитованій Міжнародною спілкою велосипедистів (UCI) лабораторії було заявлено, що його високий гематокрит і рівень гемоглобіну фізіологічно детерміновані. Коли на початку сезону 2006 року закінчився його контракт, колишній товариш по команді Іван Бассо організував для нього новий контракт у Данії Tinkoff.
Після відбору команди на Тур де Франс 2008 він працював гонщиком у братів Schleck і Карлоса Састре, виступаючи на змаганнях у Французьких Альпах та Піренеях.